# Nucula tumidula
Nucula tumidula is een tweekleppigensoort uit de familie van de Nuculidae. De wetenschappelijke naam van de soort is voor het eerst geldig gepubliceerd in 1861 door Malm.